# Petite Ceinture

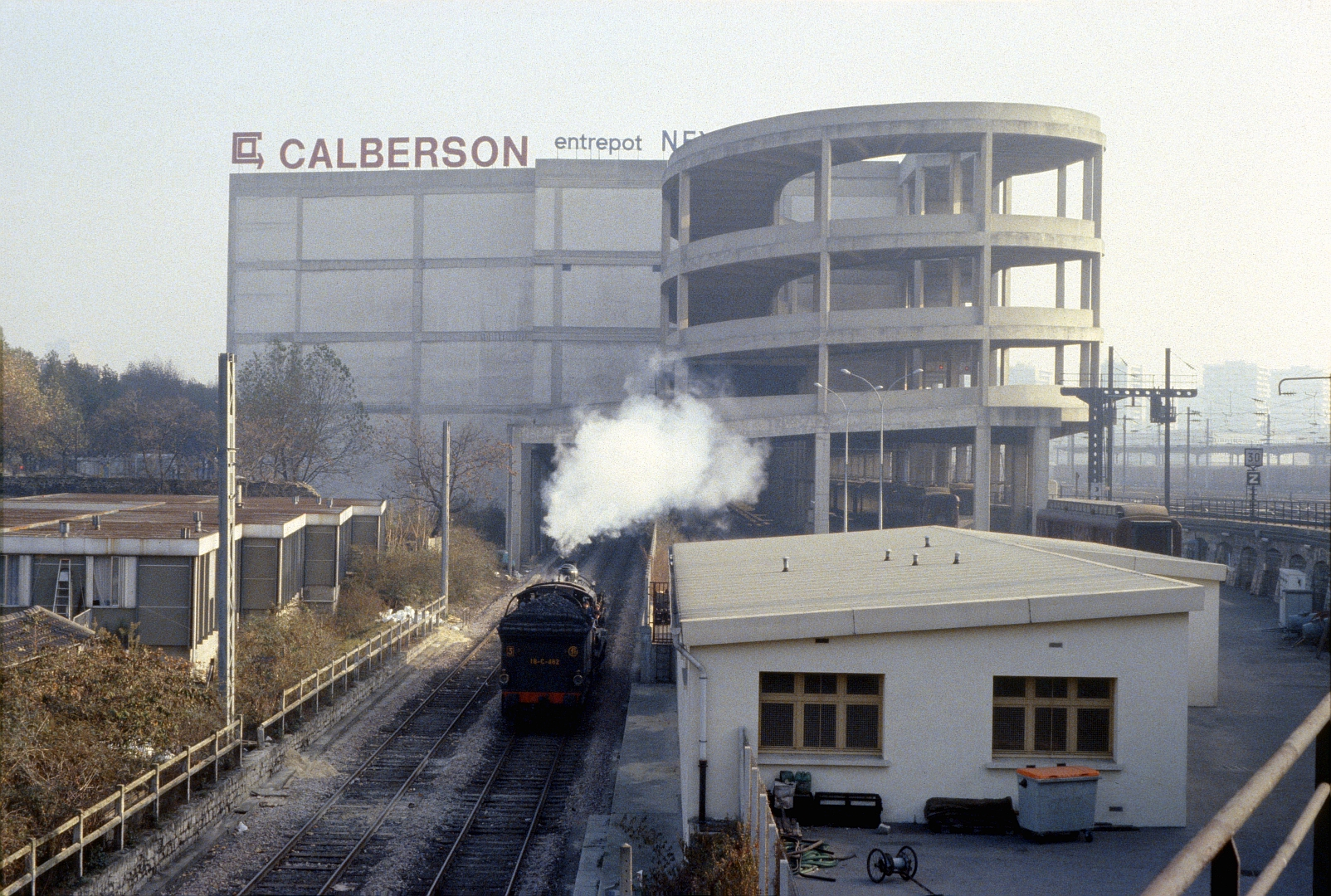
Een stoomtrein op de Petite-Ceinture bij het station bij de Porte de la Chapelle, november 1983

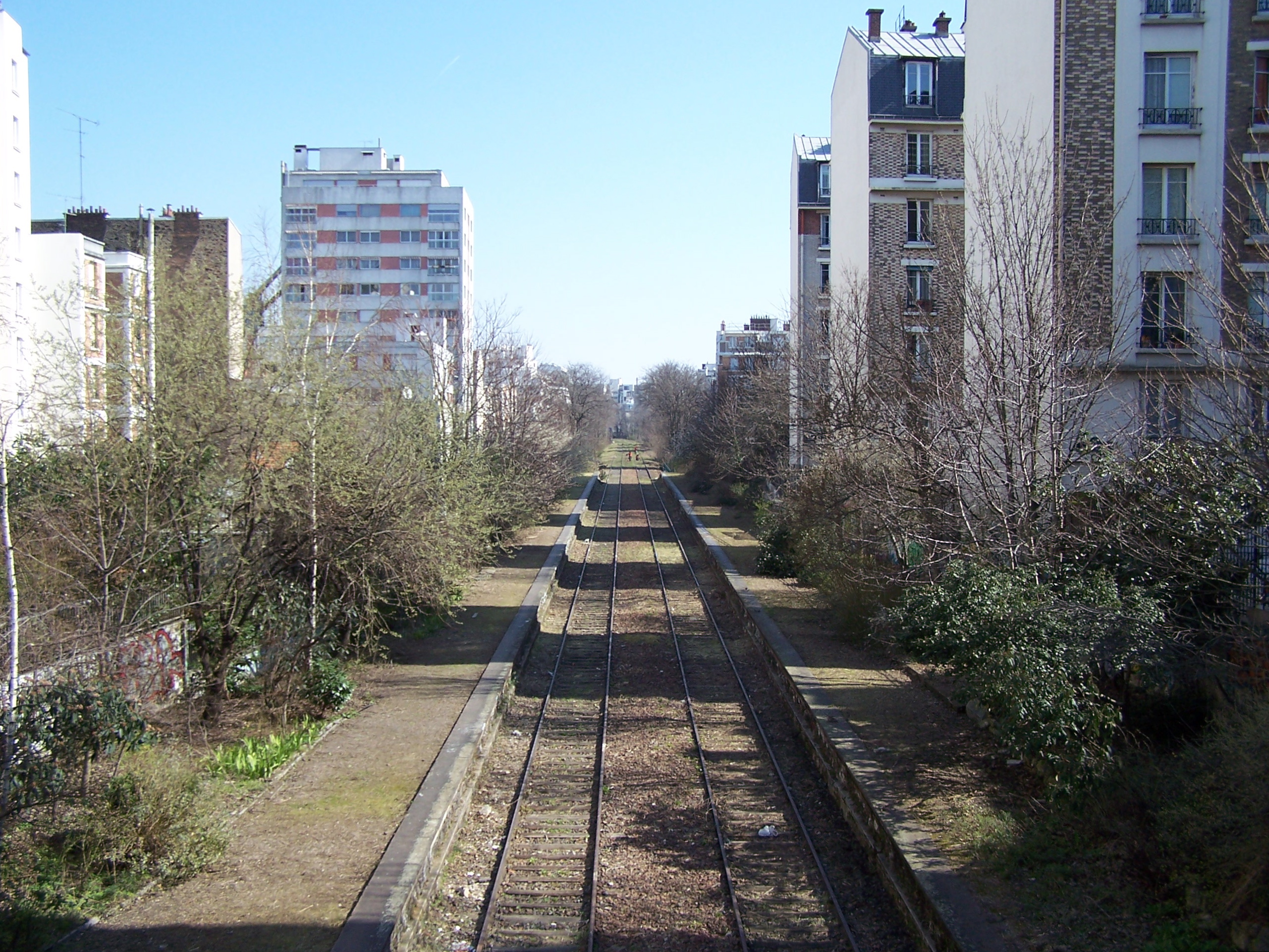
Zicht op de sporen vanaf de rue des Meuniers in het 12e arrondissement.

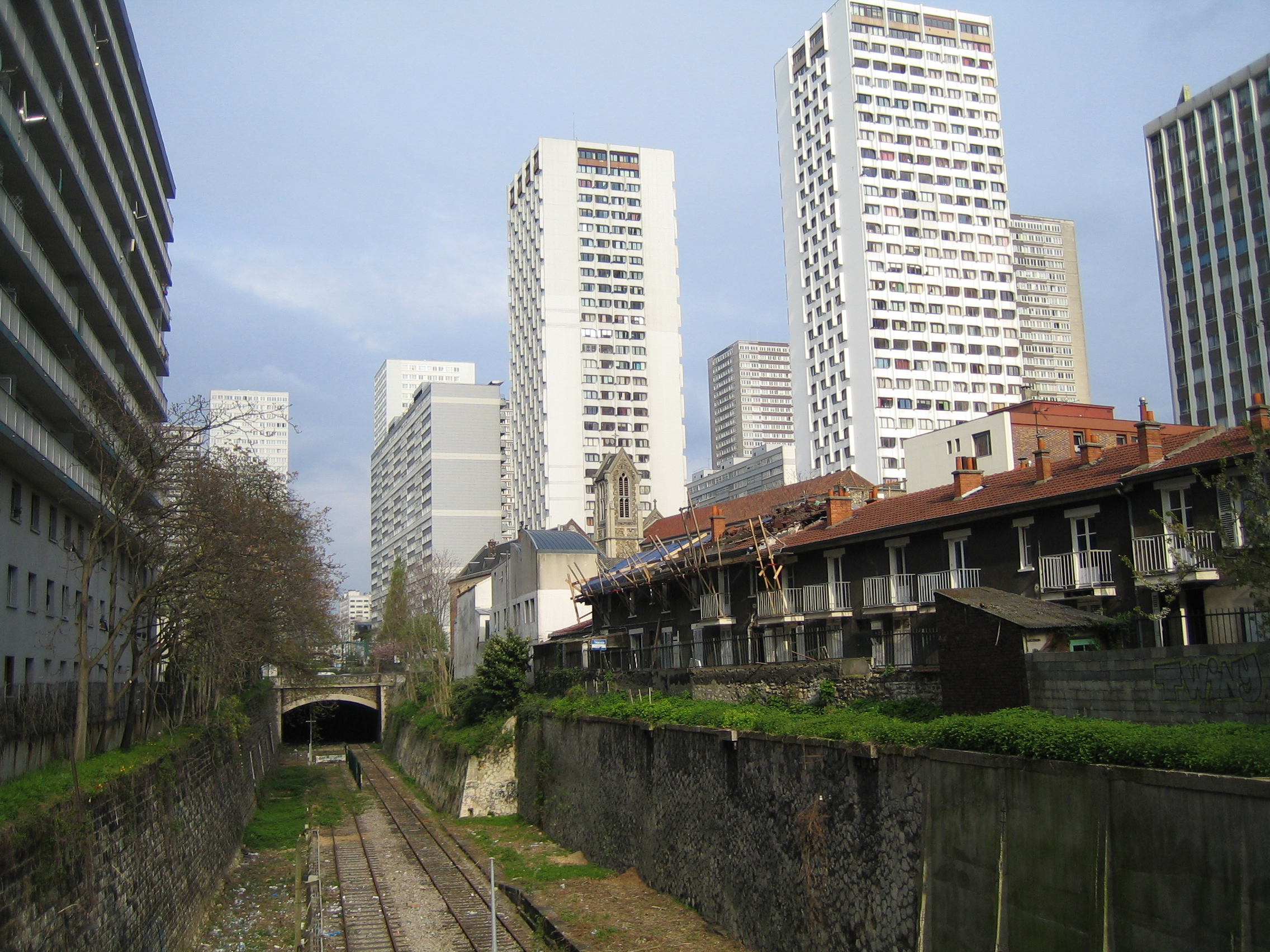
Zicht op de sporen van de Petite Ceinture in het 13e arrondissement, dicht bij het Maison Blanche.

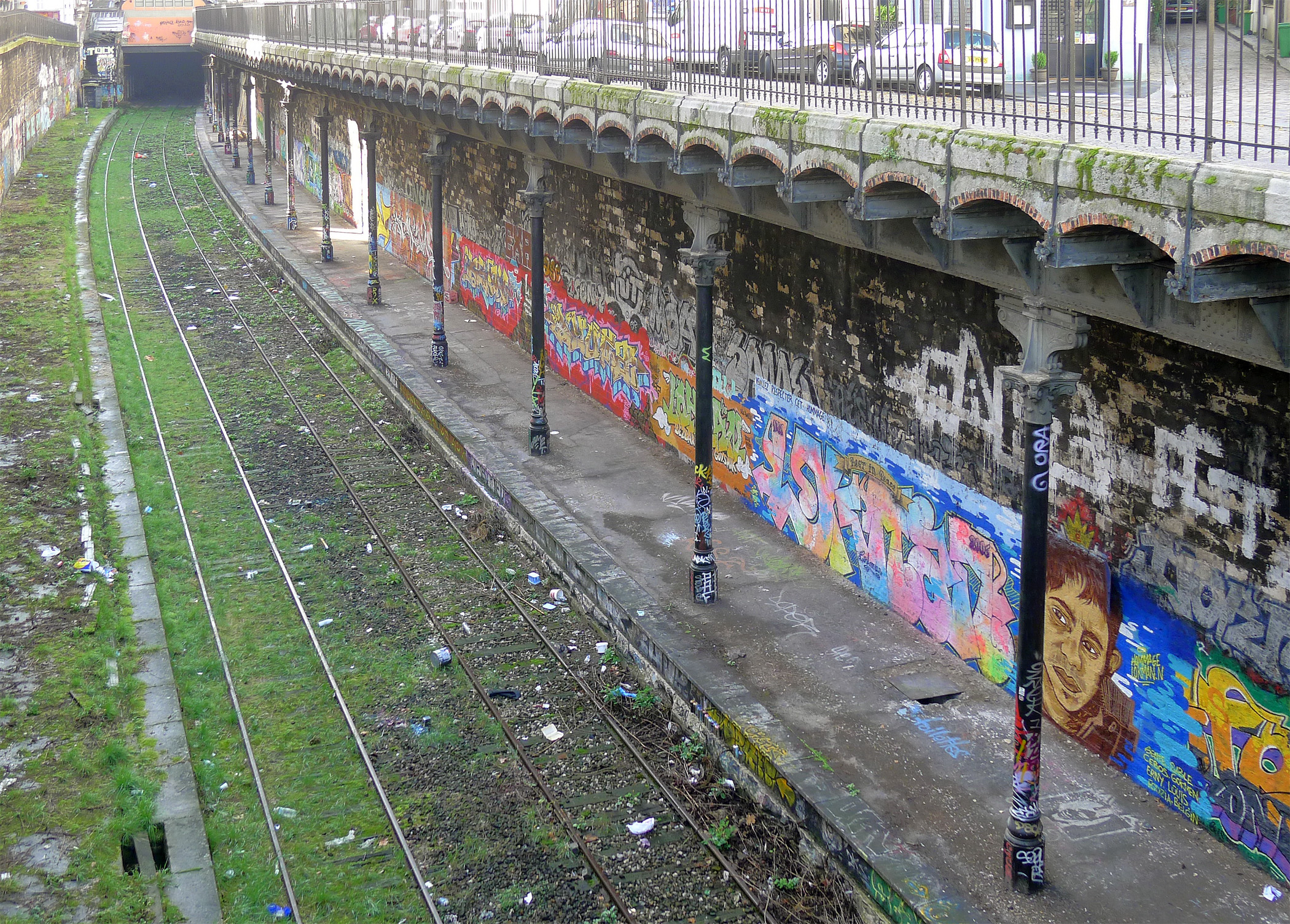
Het station « Avenue de Saint-Ouen » in het 18e arrondissement.

De Petite Ceinture is een 32 kilometer lange, deels verlaten en opgebroken ringspoorlijn in Parijs. De tussen 1852 en 1869 aangelegde lijn volgt het tracé van de boulevards des Maréchaux, die op hun beurt weer de stadsomwalling van Thiers volgen. In 1934 werd op het grootste gedeelte van de lijn het personenvervoer gestaakt. Het goederenvervoer is in de jaren negentig beëindigd. De grond en de right of way behoren nog steeds toe aan de SNCF, en de kans dat de lijn in de toekomst weer tot leven gewekt zal worden blijft groot als de politiek het voordeel hiervan inziet: snelle verbindingen tussen Bercy of Charonne en Batignolles in het noorden, en tussen Bercy of Charonne en Balard in het zuiden. Delen van de lijn zijn voorlopig als park en wandelpromenade ingericht, en op een steenworp afstand is de tramway des Maréchaux aangelegd, die echter een andere doel heeft.
Een deel in het westen van Parijs wordt gebruikt door een tak van de RER C.